# Europacup I hockey vrouwen 1982
De 9de Europacup I hockey voor vrouwen werd gehouden van 28 tot en met 31 mei 1982 in Alba (Italië). Het deelnemersveld bestond uit 8 teams. Amsterdam H&BC won deze editie door in de finale het Duitse 1. Hanauer THC te verslaan.

## Uitslag poules

### Poule A
| Team                     | Pnt | GS | W | G | V | DV | DT | DS  |
| ------------------------ | --- | -- | - | - | - | -- | -- | --- |
| 1. Amsterdam H&BC        | 5   | 3  | 2 | 1 | 0 | 17 | 2  | +15 |
| 2. Pegasus HC            | 4   | 3  | 2 | 0 | 1 | 5  | 3  | +2  |
| 3. Royal Uccle Sport THC | 3   | 3  | 1 | 1 | 1 | 7  | 5  | +2  |
| 4. HF Lorenzoni          | 0   | 3  | 0 | 0 | 3 | 1  | 20 | -19 |

Uitslagen
- Lorenzoni - Amsterdam 0-12
- Pegasus - Uccle 1-1
- Lorenzoni - Pegasus 1-3
- Amsterdam - Uccle 4-1
- Pegasus - Amsterdam 1-1
- Lorenzoni - Uccle 0-5

### Poule B
| Team                   | Pnt | GS | W | G | V | DV | DT | DS |
| ---------------------- | --- | -- | - | - | - | -- | -- | -- |
| 1. 1. Hanauer THC      | 6   | 3  | 3 | 0 | 0 | 6  | 0  | +6 |
| 2. Spartak Moskou      | 4   | 3  | 2 | 0 | 1 | 5  | 3  | +2 |
| 3. Glasgow Western LHC | 2   | 3  | 1 | 0 | 2 | 4  | 3  | +1 |
| 4. Meteor Praag        | 0   | 3  | 0 | 0 | 3 | 0  | 9  | -9 |

Uitslagen
- Meteor - Glasgow 0-3
- Spartak - Hanau 0-2
- Meteor - Hanau 0-3
- Spartak - Glasgow 2-1
- Glasgow - Hanau 0-1
- Spartak - Meteor 3-0

## Finales

### Finale
Amsterdam - Hanauer 1-0 (0-0)

### Plaats 3
Pegasus - Spartak 1-1, na verlenging 1-1 Spartak wns.

### Plaats 5
Glasgow - Uccle 4-1

### Plaats 7
Meteor - Lorenzoni 3-0

## Einduitslag
1. Amsterdam H&BC
2. 1. Hanauer THC
3. Spartak Moskou
4. Pegasus HC
5. Glasgow Western
6. Royal Uccle Sport THC
7. Meteor Praag
8. HF Lorenzoni